# Calicovatellus petrodytes
Calicovatellus petrodytes är en skalbaggsart som beskrevs av K. B. Miller och Sara H. Lubkin 2001. Calicovatellus petrodytes ingår i släktet Calicovatellus och familjen dykare. Inga underarter finns listade i Catalogue of Life.